# 7540-es mellékút (Magyarország)
A 7540-es számú mellékút egy bő tizenkét kilométer hosszú, négy számjegyű országos közút Zala vármegye déli részén. Letenyét kapcsolja össze az északi szomszédságában fekvő településekkel.

## Nyomvonala
A 7538-as útból ágazik ki, rögtön annak első méterei után, Letenye belvárosában, észak felé. Kezdeti szakaszán, mintegy 650 méteren át Kárpáti utca néven húzódik, majd a városi téglagyár térségét elérve északkeleti irányba fordul és a Józsefhegyi utca nevet veszi fel, nem sokkal ezután pedig már külterületre ér. 1,4 kilométer után két alsóbbrendű út is kiágazik belőle: az észak felé induló a Letenye északi részén fekvő üdülőövezet felé vezet, a kelet felé induló pedig Béc városrész irányába.
1,9 kilométer után Zajk területére lép, ott szinte egyből Józsefhegy településrész házai között halad tovább, ezen a szakaszon észak-északkeleti irányban húzódva. A településrész északi szélén, nagyjából 2,7 kilométer megtétele után északkeletnek fordul, és kiágazik belőle észak felé a 75 148-as út, ami a zsákfalunak tekinthető Zajk központjába vezet.
4,7 kilométer után az út Kistolmács területére érkezik, ott újból északabbi irányba fordul. 6,4 kilométer megtételét követően éri el a község házait, a déli falurészben a Béke utca, északabbra a Fő utca nevet viseli, a legészakibb részen pedig Petőfi Sándor utca néven húzódik. 7,9 kilométer megtétele előtt éri el a Kistolmácsi-tó térségét és ott ki is lép a falu házai közül.
A 9,200-as kilométerszelvénye táján éri el a Csömödéri Állami Erdei Vasút kistolmácsi szárnyvonalának végállomását, innentől kezdve az út és a vasúti vágányok egy darabig egymás mellett húzódnak. Később a vasút keresztezi az utat és a terepviszonyok miatt egy időre eltávolodik attól, de rövidesen ismét visszatér mellé: Bázakerettye felső megállóhely már az út mentén található, a 10,850-es kilométerszelvénye táján. 10,9 kilométer után lép az út Bázakerettye Kerettye településrészének területére és ott már rögtön lakott területen is halad, Fő út néven. A 7537-es útba betorkollva ér véget, annak 6,350-es kilométerszelvénye táján.
Teljes hossza, az országos közutak térképes nyilvántartását szolgáló kira.gov.hu adatbázisa szerint 12,172 kilométer.

## Települések az út mentén
- Letenye
- Zajk
- Kistolmács
- Bázakerettye